# سیارک ۱۵۴۹۹
سیارک ۱۵۴۹۹ (به انگلیسی: 15499 Cloyd، نامگذاری:1999FY8) پانزده هزار و چهارصد و نود و نهمین سیارک کشف شده‌است که در ۱۹ مارس ۱۹۹۹ کشف شد.
قدر مطلق سیارک برابر ۴۴.۶ است.